# Sidney Poitier
Sidney Poitier, KBE (20. února 1927 Miami, Florida – 6. ledna 2022 Los Angeles) byl americký herec, producent a režisér. Jednalo se o prvního herce-muže černé pleti, který se stal držitelem Oscara i Zlatého glóbu a stal se rovnocennou filmovou hvězdou hercům bílé pleti.
Pocházel z velmi chudé a početné rodiny. Jeho otec Reginald James Poitier a jeho matka Evelyn, rozená Outten (1896–1964) byli bahamští farmáři. Svoji produkci dodávali do Miami, kde se Sidney, při jedné z cest, nečekaně a předčasně narodil, čímž získal americké občanství. Vyrůstal na Bahamách. Po ukončení školy pracoval v různých dělnických profesích. V patnácti letech se stěhuje ke svému staršímu bratrovi do Miami, odkud po roce odchází do New Yorku. Během 2. světové války sloužil v americké armádě jako psychoterapeut. Herectví se začal profesionálně věnovat po skončení války v roce 1945, kdy začal vystupovat v newyorském černošském divadle Negro Theater. U filmu debutoval v roce 1949 ve válečném dokumentárním filmu.
Jednalo se vždy o herce, který ztělesňoval typ černého intelektuála, charakterního, vytrvalého, inteligentního, ušlechtilého a smělého muže.
V roce 1964 obdržel Oscara za roli nádeníka ve snímku Polní lilie. Českým divákům je znám i detektivní příběh V žáru noci, kde hrál policejního důstojníka. Legendárním snímkem se stal i film Hádej, kdo přijde na večeři, kde vystoupil společně se Spencerem Tracym a Katharine Hepburnovou.
Od počátku 70. let působil také jako režisér a producent ve firmě First Artists Productions, kterou založil společně s Barbrou Streisand a Paulem Newmanem.
Jeho první manželkou byla v letech 1950 až 1965 Juanita Hardy. Měl s ní čtyři dcery – Beverly, Pamelu, Sherri a Ginu. Podruhé se oženil 23. ledna 1976, kdy si vzal kanadskou herečku Joannu Shimkus (* 30. října 1943 Halifax). Anika Sidanna Poitier (* 29. února 1972) a Sydney Tamiia Poitier (* 15. listopadu 1973) jsou dcery z tohoto manželství.
Ve věku 94 let zemřel ve svém domě v Beverly Hills.

## Nejznámější filmy
- 1955 Džungle před tabulí
- 1958 Útěk v řetězech
- 1963 Polní lilie (herecký výkon oceněn Oscarem)
- 1967 Panu učiteli s láskou
- 1967 Hádej, kdo přijde na večeři
- 1967 V žáru noci
- 1972 Buck a kazatel (zde také jako režisér filmu)